# Тумба Морриса

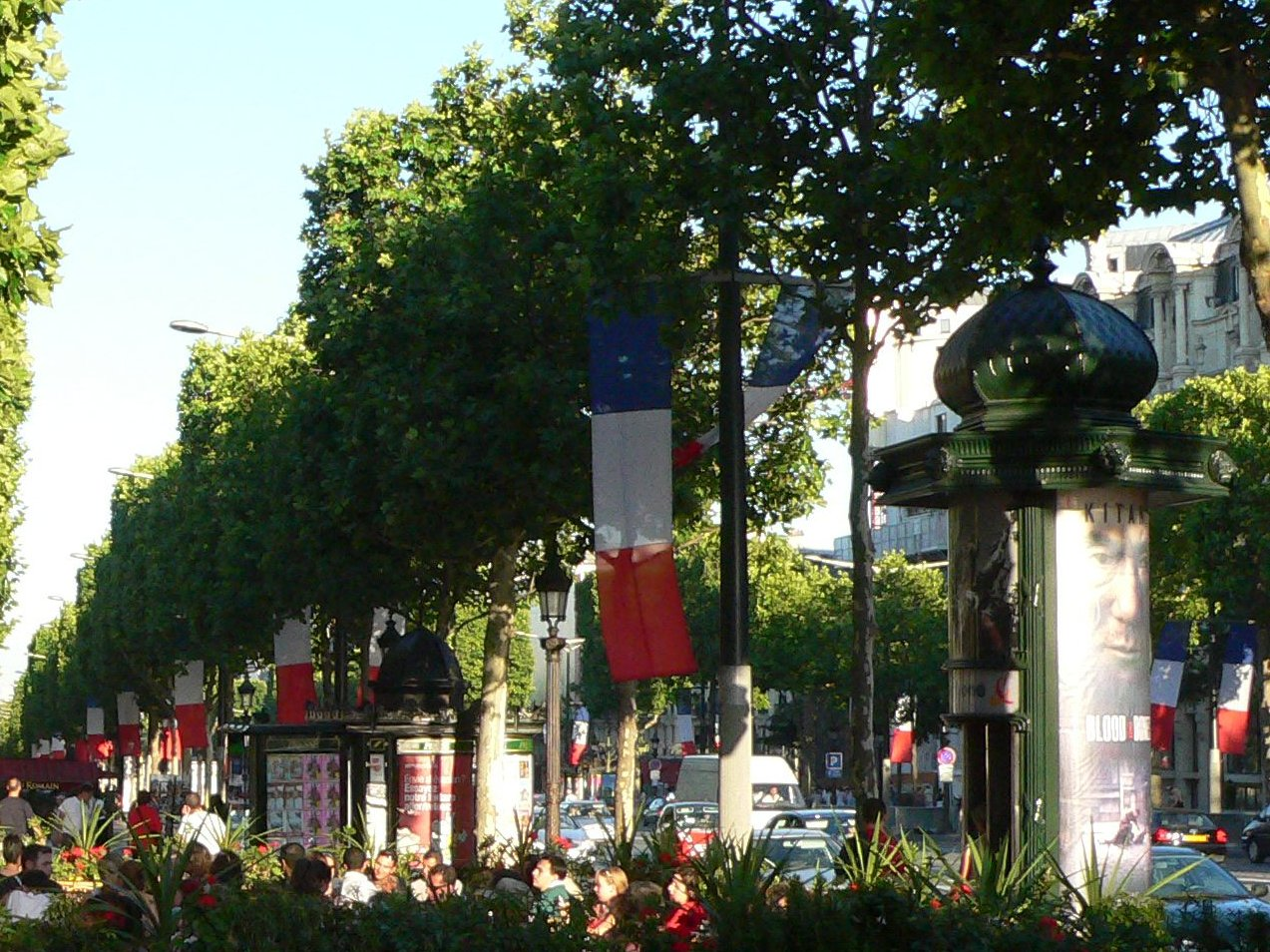
Тумба Морриса на Елисейских Полях

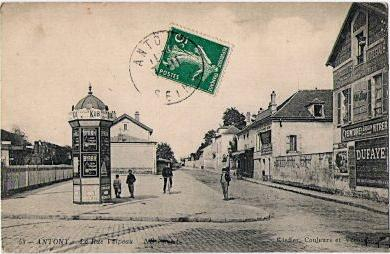
Тумба Морриса с улицы Вельпо (rue Velpeau) Парижа на фотографии 1910 года

Афишная тумба Морриса (фр. colonne Morris) — уличная высокая тумба цилиндрической формы для вывешивания рекламных афиш.

## История
Во Франции носит имя парижского печатника Габриэля Морриса, получившего в 1868 году разрешение городских властей Парижа установить такие тумбы по городу и клеить на них концертные и театральные афиши, при условии, что внутри тумбы городские дворники прятали бы свои мётлы и прочий инструмент для поддержания чистоты на улицах столицы. До этого с 1839 года похожие колонны устанавливались по распоряжению префекта столичной полиции Габриэля Делессера, подставкой для них служили общественные писсуары.
В Берлине аналогичные конструкции ставили с 1854 года по идее печатника Эрнста Литфасса, предложившего их для борьбы с рекламой в неположенных местах. В Германии их называют в его честь колоннами Литфасса (Litfaßsäule).
В 1986 году крупная фирма наружной рекламы «JCDecaux» (фр.) купила тумбы Морриса («La Compagnie Fermière des Colonnes Morris») и с тех пор продолжает традиционную рекламу театральных и кинопремьер на парижских тумбах, обновив их внешний вид на более современный и более практичный (другого цвета, вращающиеся, иногда со встроенными туалетами и пр.).
Решение городской мэрии в 2006 году снести 223 тумбы Морриса за ненадобностью и для высвобождения общественно-городского пространства вызвало недовольство парижан и было аннулировано.